# Unter Tannen – Der Film
Der Film Unter Tannen ist eine deutsche Komödie des Regisseurs Thomas Scherer aus dem Jahr 2020. Der Film basiert auf der gleichnamigen Fernsehserie Unter Tannen, die ab 27. Dezember 2017 im SR Fernsehen erstausgestrahlt wurde. Kinostart war am 27. Juli 2020.

## Handlung
Die drei saarländischen Waldarbeiter Paul, Kalle und Boris entdecken im saarländischen Forst einen Geldkoffer. Dieser Fund stellt ihr einfaches Leben vollkommen auf den Kopf. Die drei investieren den unverhofften Geldregen in Kultur, Kneipe und Eigenbau. Bald wird eine Gruppe zwielichtiger Gestalten auf die Waldarbeiter aufmerksam und sorgt damit für einiges an Chaos. Um den Geldbetrag zurückzuzahlen, müssen die Waldarbeiter fortan verschiedene Aufträge erledigen und bringen sich damit in brenzlige Situationen. Als sich schließlich noch ein Sonderermittler einschaltet, scheinen die drei unfreiwilligen Helden ihrem Unglück nicht mehr entgehen zu können.

## Kritik
„Die erste Krimikomödie in saarländischer Mundart ist als Liebeserklärung an das Saarland und seine Bewohner sympathisch und entbehrt nicht einer gewissen Drolligkeit und Originalität, bietet aber nichts, was über reine Unterhaltung hinausgeht.“